# 高敞潭陽高速公路
高敞潭陽高速公路（：／ Gochang Damyang gosokdoro */?），是連接韓國全羅北道高敞郡和全羅南道潭陽郡的一條高速公路，長42.5公里。
2006年開始分段通車。